# Leksikon YU mitologije
Leksikon YU mitologije u izdanju izdavačkih kuća Postscriptum (Zagreb) i Rende (Beograd) iz 2004. godine je pojmovnik popularne kulture u bivšoj Jugoslaviji.

## Povijest
Idejni pokretači projekta su Dejan Kršić i Ivan Molek (urednici tadašnjeg časopisa Start) te Dubravka Ugrešić, koji su 1989. godine uputili javnosti poziv za suradnju na projektu.
Projekt izrade Leksikona polazi od premise o potrebi artikulacije pojmova jugoslavenske popularne kulture u svrhu istraživanja i definiranja jugoslavenskih identiteta. Raspadom SFRJ došlo je do zastoja u realizaciji projekta posredovanog stvaranjem novih kulturnih identiteta novonastalih država i njihovim različitim poimanjem odrednica kulturalnog identiteta bivše države. Projekt je nakon kriznog razdoblja ipak nastavljen u drugoj polovici devedesetih godina. Ponovno je formirana redakcija projekta te je postavljena jednostavna internetska stranica.
U kreativnom procesu stvaranja Leksikona svoj doprinos dalo je na stotine autora najrazličitijih demografskih karakteristika, amatera i stručnjaka.
Prikupljeni sadržaji su obuhvaćali bogat repertoar pojmova jugoslavenske popularne kulture, stilski, žanrovski i jezično raznolik. Iz korpusa prikupljenih materijala počeo se oblikovati materijal za knjigu.

## Sadržaj
Leksikonske jedinice nisu grupirane tematski već su izložene abecednim redom. Obrađuju teme poznatih ličnosti, pojava i drugih pojmova jugoslavenske popularne kulture, nerijetko upotpunjene duhovitim komentarima i opisima. Leksikon predstavlja svojevrsnu etnologiju svakodnevnog života u Jugoslaviji.
Na početku Leksikona YU mitologije nalazi se ilustrirana kronolgija najvažnijih događaja iz povijesti Jugoslavije u razdoblju od 1943. do 1991. godine.
Drugo, prošireno izdanje Leksikona sadrži 912 leksikonskih jedinica i 555 ilustracija.

## Zanimljivosti
Redatelj Oliver Frljić je 2011. napravio predstavu "Leksikon YU mitologije" temeljenu prema knjizi. Predstava je nastala u koprodukciji kazališta iz Slovenije, Hrvatske, Srbije, Makedonije, Crne Gore i Kosova. A u Hrvatskoj je imala premijeru u sklopu festivala Sa(n)jam knjige u Puli. Ključna pitanja koja je postavila predstava su bila: što danas predstavlja Jugoslaviju u sjećanju onih koji su u njoj živjeli, što i koliko o njoj znaju današnje generacije, rođene nakon njenog raspada?

## Vanjske poveznice
- Leksikon YU mitologije  Arhivirana inačica izvorne stranice od 23. listopada 2011. (Wayback Machine)